# والتر بيدجون
والتر بيدجون (بالإنجليزية: Walter Pidgeon)‏ هو مغني ونقابي وممثل أمريكي وكندي، ولد في 23 سبتمبر 1897 بسانت جون في كندا، وتوفي في 25 سبتمبر 1984 بسانتا مونيكا في الولايات المتحدة بسبب سكتة. من الجوائز التي نالها جائزة إنجاز الحياة لنقابة ممثلي الشاشة ‏.

## أعمال

### أفلام
- (1941) زهور وسط الغبار
- (1941) كم كان واديي مخضرا
- (1942) السيدة مينيفر
- (1943) مدام كوري
- (1948) القيادة العليا
- (1951) الوضع الراهن
- (1952) السيء والجميلة
- (1968) الفتاة المرحة[6]

## جوائز وترشيحات
جوائز
- جائزة إنجاز الحياة لنقابة ممثلي الشاشة [الإنجليزية]‏

ترشيحات
- جائزة الأوسكار لأفضل ممثل، عن عمل: السيدة مينيفر (1942)
- جائزة الأوسكار لأفضل ممثل، عن عمل: مدام كوري (1942)
- جائزة توني عن فئة أفضل ممثل في مسرحية موسيقية [الإنجليزية]‏ (1960)

## وصلات خارجية
- والتر بيدجون على موقع IMDb (الإنجليزية)
- والتر بيدجون على موقع الموسوعة البريطانية (الإنجليزية)
- والتر بيدجون على موقع ألو سيني (الفرنسية)
- والتر بيدجون على موقع ميوزك برينز (الإنجليزية)
- والتر بيدجون على موقع تيرنر كلاسيك موفيز (الإنجليزية)
- والتر بيدجون على موقع أول موفي (الإنجليزية)
- والتر بيدجون على موقع قاعدة بيانات برودواي على الإنترنت (الإنجليزية)
- والتر بيدجون على موقع قاعدة بيانات الأفلام السويدية (السويدية)
- والتر بيدجون على موقع إن إن دي بي (الإنجليزية)
- والتر بيدجون على موقع ديسكوغز (الإنجليزية)